# Lacconectus loeiensis
Lacconectus loeiensis är en skalbaggsart som beskrevs av Michel Brancucci 1987. Lacconectus loeiensis ingår i släktet Lacconectus och familjen dykare. Inga underarter finns listade i Catalogue of Life.